# Лукьянов, Михаил Николаевич
Михаи́л Никола́евич Лукья́нов (род. 16 марта 1958, Пермь) — российский историк, специалист в области истории России начала XX века и политического консерватизма. Доктор исторических наук (2004), профессор Пермского университета, почётный работник высшего профессионального образования Российской Федерации (2011).

## Биография
В 1980 году окончил исторический факультет Пермского государственного университета. Ассистент кафедры истории КПСС Пермского политехнического института (1980—1983), аспирант кафедры новой и новейшей истории ПГУ (1983—1986). В 1986 году защитил кандидатскую диссертацию «Проблемы британского консерватизма в современной идейной борьбе». В 1987—1990 годах работал старшим преподавателем, в 1990—1991 годах — доцентом кафедры политической истории ППИ.
С 1991 года — доцент, с 2005 года — профессор кафедры новейшей истории России (междисциплинарных исторических исследований) Пермского университета. Читает курсы История; История исторической науки; Историография истории России. В 2004 году в СПбИИ РАН защитил докторскую диссертацию «Российский консерватизм и реформа (1907—1914)». Подготовил четырёх кандидатов наук. Член редколлегии журнала «Вестник Пермского университета. Серия „История“».
Женат, есть сын.

## Основные работы
Книги
- К изучению истории СССР XX века: метод. рек. для учителей истории средних школ, СПТУ, студентов-историков по новому содержанию преподавания истории. Пермь, 1989. 61 с. (в соавт. с И. К. Кирьяновым и О. Л. Лейбовичем);
- Россия в начале XX века: К изучению истории СССР: метод. рек. для учителей истории средних школ, СПТУ и студентов-историков вузов. Пермь, 1990. 83 с. (в соавт. с И. К. Кирьяновым);
- «Россия, 1917—1941. Документы и материалы» (Пермь, 1993);
- «Парламент самодержавной России: Государственная дума и её депутаты, 1906—1917» (Пермь, 1995; в соавт. с И. К. Кирьяновым, реферат);
- Российский консерватизм и реформа, 1907—1914. Stutgart: Ibidem, 2006;
- Российский консерватизм в конце XVIII — начале XX века: сборник документов по спецкурсу. Пермь: Перм. ун-т, 2010.

Статьи
- Борьба течений в лагере английских консерваторов на рубеже XIX-XX вв. // Вопросы всеобщей истории и историографии. Томск, 1982. С. 60—70;
- Российская бюрократия в условиях кризиса (1905—1906) // Политическая и духовная культура Европы (новое и новейшее время). Пермь, 1992. С. 60—73 (в соавт. с И. К. Кирьяновым);
- Conservatives and «Renewed Russia», 1907—1914 // Slavic Review. 2002. Vol. 61. No. 4. P. 762—786;
- В ожидании катастрофы: эсхатологические мотивы в русском консерватизме накануне первой мировой войны // Russian History / Histoire Russe. 2004. Vol. 31. No. 4. Р. 419—446;
- Conservatism in Russia // Supplement to the Modern Encyclopedia of Russian, Soviet, and Eurasian History. Gulf Breeze, Fl: Academic International Press, 2006. Vol. 6. P. 233—239;
- «Россия — для русских!» или «Россия — для русских подданных!»? Консерваторы и национальный вопрос накануне первой мировой войны // Отечественная история. 2006. № 2. С. 36—47 (англ, перевод: «Russia for Russians» or «Russia for Russian Subjects»? Conservatives and the Nationality Question on the Eve of World War I // Russian Studies in History. 2008. Vol 46. №. 4. P. 77—92);
- Бюрократия и реформа в русском консервативном дискурсе рубежа XIX и XX веков // Вестник Пермского университета. Серия: История. 2008. Вып. 7(23). С. 31—38;
- Германия и немцы в представлениях российской правой, июль 1914 — февраль 1917 г. // Journal of Modern Russian History and Historiography. 2009. Vol. 2. P. 27—74;
- «Образ врага» или «образ друга»?: Германия и Великобритания глазами русских правых накануне Первой мировой войны // Вопросы культурологии. 2010. № 8. С. 45—49;
- Враг как друг или друг как враг: российские правые, Германия и Великобритания в 1914—1917 гг. // Вопросы культурологии. 2010. № 9. С. 46—51;
- Последние Романовы как объект любви и ненависти // Journal of Modern Russian History and Historiography. 2010. Vol. 3. P. 216—232;
- Консерватизм versus статус-кво: консервативная традиция в России и Западной Европе // Вестник Пермского университета. Серия: Политология. 2011. № 4. С. 5-15;
- Defenders of the Motherland or Defenders of the Autocracy? // Kritika: Explorations in Russian and Eurasian History. 2012. Vol. 13. № 1. P. 217—231. (в соавт. с М. Д. Сусловым);
- Прогрессивные националисты: путь в блок и в блоке // Таврические чтения — 2013. Актуальные проблемы парламентаризма: история и современность. СПб., 2014. С. 221—228;
- Российская правая и начало Первой мировой войны // Вестник Пермского университета. Серия «История». 2015;
- The First World War and the Polarization of the Russian Right, July 1914 — February 1917 // Slavic Review. 2016. Vol. 75. No. 4. P. 872—895;
- The Russian Conservative in the Era of War and Revolution // Revolutionary Russia. Vol 30. 2017. Issue 1. P. 128—135;
- Russian Conservatives and the Great War // Russia’s Home Front in War and Revolution, 1914-22, Book 4: The Struggle for the State. Ed. by P. Waldron, C. Read, A. Lindenmeyr. Bloomington: Slavica Publishers, 2019. Р. 23—60.